# مسابقات قهرمانی بسکتبال آسیا ۲۰۱۵
مسابقات قهرمانی بسکتبال آسیا ۲۰۱۵ بیست و هشتمین دورهٔ قهرمانی آسیا برای مردان می‌باشد که از ۲۳ سپتامبر تا ۳ اکتبر در چانگشا، چین برگزار گردید.
در نشست فیبا آسیا که در دوحه، قطر برگزار گردید، حق میزبانی متمرکز رقابت‌ها به چین داده شد. در ۴ دسامبر ۲۰۱۴ اتحادیهٔ بسکتبال چین (CBA) توانست با موافقت فیبا آسیا میزبانی رقابت‌های قهرمانی مردان در چانگشا، هونان و قهرمانی زنان در ووهان، هوبئی را به دست بیاورد.
چین به عنوان قهرمان مسابقات به المپیک تابستانی ۲۰۱۶ راه پیدا کرد و فیلیپین، ایران و ژاپن نیز با اعلام فیبا و IOC به رقابت‌های انتخابی بسکتبال در بازی‌های المپیک تابستانی ۲۰۱۶ برای مردان راه یافتند.
رقابت‌های ۲۰۱۵ آخرین دورهٔ قهرمانی بسکتبال آسیا می‌باشد. از سال ۲۰۱۷ این رقابت‌ها با عنوان جام بسکتبال آسیا و با پیوستن تیم‌هایی از فیبا اقیانوسیه برگزار می‌گردد.

## انتخابی
طبق قوانین فیبا آسیا چین به عنوان میزبان و ایران به عنوان قهرمان جام فیبا آسیا ۲۰۱۴ به‌طور خودکار به این رقابت‌ها راه یافتند. شرق آسیا، غرب آسیا، جنوب شرق آسیا و خلیج فارس هر کدام دو سهمیه و مرکز و جنوب آسیا نیز هر کدام یک سهمیه داشتند. چهار سهمیهٔ دیگر به چهار تیم برتر جام فیبا آسیا ۲۰۱۴ به غیر از ایران و چین اختصاص داشت. چین تایپه، فیلیپین، اردن و ژاپن چهار تیم برتر مسابقات جام آسیا ۲۰۱۴ به غیر از چین و ایران بودند که به عنوان میزبان و قهرمان جام آسیا ۲۰۱۴ به رقابت‌ها راه یافته بودند. بدین ترتیب و با توجه به نتایج تیم‌ها در جام آسیا ۲۰۱۴، شرق آسیا دو سهمیهٔ و جنوب شرق و غرب آسیا نیز هر کدام یک سهمیهٔ بیشتر در رقابت‌ها داشتند.
| رویداد                | تاریخ              | مکان    | سهمیه | تیم‌های راه‌یافته                     |
| --------------------- | ------------------ | ------- | ----- | ----------------------------------- |
| کشور میزبان           | ۲۴ ژوئیه ۲۰۱۴      | دوحه    | ۱     | چین                                 |
| جام بسکتبال آسیا ۲۰۱۴ | ۱۱–۱۹ ژوئیه ۲۰۱۴   | ووهان   | ۱     | ایران                               |
| انتخابی مرکز آسیا     | ۲۷ آوریل ۲۰۱۵      | آستانه  | ۱     | قزاقستان                            |
| قهرمانی شرق آسیا      | لغو شد             | —       | ۴     | کرهٔ جنوبی · تایوان · ژاپن · هنگ کنگ |
| قهرمانی خلیج فارس     | ۱۳–۲۰ اکتبر ۲۰۱۴   | دمام    | ۲     | قطر · کویت                          |
| قهرمانی جنوب آسیا     | ۳–۵ ژوئیه ۲۰۱۵     | بنگلور  | ۱     | هند                                 |
| قهرمانی شرق آسیا      | ۲۷ آوریل–۱ مه ۲۰۱۵ | سنگاپور | ۳     | فیلیپین · مالزی · سنگاپور           |
| قهرمانی غرب آسیا      | ۲۹ مه–۳ ژوئن ۲۰۱۵  | امان    | ۳     | لبنان · اردن · فلسطین               |

## میزبان‌ها
چانگشا توسط اتحادیهٔ بسکتبال چین (CBA) به عنوان شهر محل برگزاری رقابت‌های قهرمانی مردان آسیا انتخاب شد. ورزشگاه دانشکده امور اجتماعی چانگشا به عنوان ورزشگاه اصلی انتخاب شد و ورزشگاه دانشگاه مرکزی جنگل‌داری و فناوری جنوب نیز به عنوان ورزشگاه کمکی برگزیده شد.

## قرعه‌کشی
قرعه‌کشی در ۲۷ ژوئن ۲۰۱۵ در چانگشا برگزار شد. دو تیمی که در زمان قرعه‌کشی نامشخص بودند، تیم راه‌یافته از جنوب آسیا و آخرین تیم باقی مانده از شرق آسیا بودند که پس از مدت کوتاهی بعد از قرعه‌کشی مشخص شدند. چهار تیم برتر سال ۲۰۱۳ سید بندی شدند. سپس تیم‌های دیگر به جز تیم میزبان با قرعه‌کشی در گروه‌های چهارگانه قرار گرفتند. زمانی که در هر گروه سه تیم قرار داشت، چین گروه خود را انتخاب کرد، پس از آن سه تیم دیگر با قرعه‌کشی هر یک در یک گروه قرار گرفت. در روز قرعه‌کشی، تیم‌ها براساس رده‌بندی جهانی فیبا قرعه‌کشی شدند.
| گلدان ۱ (تیم‌های سید بندی شده)                            | گلدان ۲ (تیم‌های سید بندی نشده)                    | گلدان ۲ (تیم‌های سید بندی نشده)                       | گلدان ۲ (تیم‌های سید بندی نشده)                    | گلدان ۳ (تیم میزبان) |
| -------------------------------------------------------- | ------------------------------------------------- | ---------------------------------------------------- | ------------------------------------------------- | -------------------- |
| تایوان (۴۴) · ایران (۱۷) · فیلیپین (۳۱) · کرهٔ جنوبی (۲۸) | ژاپن (۴۷) · اردن (۲۹) · قزاقستان (۵۳) · کویت (۷۰) | لبنان (۳۴) · مالزی (T-۷۱) · فلسطین (T-۸۶) · قطر (۴۸) | سنگاپور (T-۸۸) · * تیم جنوب آسیا · * تیم شرق آسیا | چین (۱۴)             |

- سپس، به ترتیب، تیم‌های  هند (رنکینگ ۶۱) و  هنگ کنگ (رنکینگ ۶۹) مشخص شدند.

## ترکیب تیم‌ها
هر تیم از ۱۲ بازیکن می‌توانست بهره ببرد. تیم‌ها می‌توانستند یک بازیکن تغییر تابعیت داده در فهرست خود داشته باشند.

## دور مقدماتی

### گروه A
| تیم   | بازی | برد | باخت | امتیاز برده | امتیاز باخته | تفاضل | امتیازات | صلاحیت                 |
| ----- | ---- | --- | ---- | ----------- | ------------ | ----- | -------- | ---------------------- |
| ایران | ۳    | ۳   | ۰    | ۲۹۶         | ۱۵۶          | ۱۴۰+  | ۶        | راه‌یابی به دور دوم     |
| ژاپن  | ۳    | ۲   | ۱    | ۲۵۰         | ۱۹۹          | ۵۱+   | ۵        | راه‌یابی به دور دوم     |
| هند   | ۳    | ۱   | ۲    | ۲۳۳         | ۲۴۴          | ۱۱–   | ۴        | راه‌یابی به دور دوم     |
| مالزی | ۳    | ۰   | ۳    | ۱۶۳         | ۳۴۳          | ۱۸۰–  | ۳        | راه‌یابی به دور رده‌بندی |

معیارها برای رتبه‌بندی: ۱) امتیازات ۲) بازی رو در رو ۳) نتایج برد و باخت ۴) میانگین امتیازات ۵) امتیازات برده ۶) قرعه‌کشی
| ۲۳ سپتامبر ۲۰۱۵ ۱۴:۳۰ |

| Boxscore |

| ایران                                                       | ۸۶–۴۸ | ژاپن                                                   |
| امتیاز بر پایه وقت: ۱۵–۱۱, ۲۲–۱۱, ۲۱–۱۴, ۲۸–۱۲              |       |                                                        |
| امتیاز: Sahakian ۱۵ ریباند: Nikkhah Bahrami ۹ پاس : Afagh ۳ |       | امتیاز: Takeuchi ۱۰ ریباند: Takeuchi ۱۱ پاس: Hiejima ۲ |

| ۲۳ سپتامبر ۲۰۱۵ ۱۹:۳۰ |

| Boxscore |

| مالزی                                            | ۷۳–۱۰۲ | هند                                                     |
| امتیاز بر پایه وقت: ۱۹–۲۹, ۱۳–۱۸, ۱۲–۲۶, ۲۹–۲۹   |        |                                                         |
| امتیاز: Yeo ۱۸ ریباند: Yeo ۱۰ پاس : M. L. Seng ۳ |        | امتیاز: Amj. Singh ۲۴ ریباند: Amj. Singh ۱۰ پاس: Pari ۷ |

| ۲۴ سپتامبر ۲۰۱۵ ۱۱:۴۵ |

| Boxscore |

| ایران                                                                    | ۸۸–۶۶ | هند                                                            |
| امتیاز بر پایه وقت: ۲۷–۱۱, ۱۲–۱۹, ۲۴–۱۸, ۲۵–۱۸                           |       |                                                                |
| امتیاز: Hassanzadeh ۱۸ ریباند: Nikkhah Bahrami ۷ پاس : Nikkhah Bahrami ۴ |       | امتیاز: Amj. Singh ۲۶ ریباند: Amj. Singh ۹ پاس: Bhriguvanshi ۴ |

| ۲۴ سپتامبر ۲۰۱۵ ۱۴:۳۰ |

| Boxscore |

| ژاپن                                                | ۱۱۹–۴۸ | مالزی                                                      |
| امتیاز بر پایه وقت: ۳۲–۹, ۲۷–۱۴, ۳۵–۲, ۲۵–۲۳        |        |                                                            |
| امتیاز: Matsui ۲۵ ریباند: Ono, Ota ۸ پاس : Tanaka ۶ |        | امتیاز: C. K. Ma ۱۱ ریباند: W. H. Choo ۸ پاس: پنج بازیکن ۱ |

| ۲۵ سپتامبر ۲۰۱۵ ۰۹:۳۰ |

| Boxscore |

| مالزی                                                                                   | ۴۲–۱۲۲ | ایران                                                           |
| امتیاز بر پایه وقت: ۵–۳۵, ۳–۲۷, ۱۸–۳۰, ۱۶–۳۰                                            |        |                                                                 |
| امتیاز: W. H. Choo ۱۶ ریباند: W. H. Choo, Y. J. Kwaan ۴ پاس : W. K. Tong, Y. J. Kwaan ۲ |        | امتیاز: Hassanzadeh ۲۸ ریباند: Hassanzadeh ۱۸ پاس: Davarpanah ۵ |

| ۲۵ سپتامبر ۲۰۱۵ ۱۴:۳۰ |

| Boxscore |

| هند                                                                | ۶۵–۸۳ | ژاپن                                                  |
| امتیاز بر پایه وقت: ۱۸–۱۵, ۱۴–۲۴, ۲۰–۲۴, ۱۳–۲۰                     |       |                                                       |
| امتیاز: Bhriguvanshi ۲۴ ریباند: Amr. Singh ۱۰ پاس : Bhriguvanshi ۵ |       | امتیاز: Takeuchi ۲۲ ریباند: Takeuchi ۱۹ پاس: Tabuse ۸ |

### گروه B
| تیم     | بازی | برد | باخت | امتیاز برده | امتیاز باخته | تفاضل | امتیازات | صلاحیت                 |
| ------- | ---- | --- | ---- | ----------- | ------------ | ----- | -------- | ---------------------- |
| فلسطین  | ۳    | ۳   | ۰    | ۲۵۰         | ۲۲۱          | ۲۹+   | ۶        | راه‌یابی به دور دوم     |
| فیلیپین | ۳    | ۲   | ۱    | ۲۸۴         | ۱۸۹          | ۹۵+   | ۵        | راه‌یابی به دور دوم     |
| هنگ کنگ | ۳    | ۱   | ۲    | ۲۱۶         | ۲۳۶          | ۲۰–   | ۴        | راه‌یابی به دور دوم     |
| کویت    | ۳    | ۰   | ۳    | ۱۸۳         | ۲۸۷          | ۱۰۴–  | ۳        | راه‌یابی به دور رده‌بندی |

معیارها برای رتبه‌بندی: ۱) امتیازات ۲) بازی رو در رو ۳) نتایج برد و باخت ۴) میانگین امتیازات ۵) امتیازات برده ۶) قرعه‌کشی
| ۲۳ سپتامبر ۲۰۱۵ ۰۹:۳۰ |

| Boxscore |

| کویت                                                     | ۵۰–۸۷ | هنگ کنگ                                                        |
| امتیاز بر پایه وقت: ۱۷–۱۵, ۹–۱۴, ۱۱–۲۵, ۱۳–۳۳            |       |                                                                |
| امتیاز: Abu Dhom ۱۵ ریباند: Aljuma'h ۸ پاس : سه بازیکن ۲ |       | امتیاز: K. Lee ۱۵ ریباند: Reid ۱۳ پاس: W. Au-Yeung, K. Cheng ۵ |

| ۲۳ سپتامبر ۲۰۱۵ ۱۱:۴۵ |

| Boxscore |

| فیلیپین                                                      | ۷۳–۷۵ | فلسطین                                                         |
| امتیاز بر پایه وقت: ۲۷–۱۲, ۱۸–۲۸, ۱۴–۱۵, ۱۴–۲۰               |       |                                                                |
| امتیاز: Blatche ۲۱ ریباند: Blatche ۱۱ پاس : Blatche, Intal ۲ |       | امتیاز: Abu-Shamala ۲۶ ریباند: Abu-Shamala ۱۵ پاس: سه بازیکن ۳ |

| ۲۴ سپتامبر ۲۰۱۵ ۰۹:۳۰ |

| Boxscore |

| فیلیپین                                                                 | ۱۰۱–۵۰ | هنگ کنگ                                           |
| امتیاز بر پایه وقت: ۲۸–۱۵, ۲۳–۷, ۳۲–۱۶, ۱۸–۱۲                           |        |                                                   |
| امتیاز: William ۲۱ ریباند: Blatche, De Ocampo ۸ پاس : Ganuelas-Rosser ۳ |        | امتیاز: S. Chan ۱۳ ریباند: C. Wong ۱۰ پاس: Reid ۵ |

| ۲۴ سپتامبر ۲۰۱۵ ۱۹:۳۰ |

| Boxscore |

| فلسطین                                                           | ۹۰–۶۹ | کویت                                                       |
| امتیاز بر پایه وقت: ۲۶–۱۶, ۲۳–۱۹, ۲۶–۱۰, ۱۵–۲۴                   |       |                                                            |
| امتیاز: San. Sakakini ۲۵ ریباند: San. Sakakini ۸ پاس : Qahwash ۸ |       | امتیاز: Hasan ۱۹ ریباند: A. Al-Shammari ۹ پاس: سه بازیکن ۲ |

| ۲۵ سپتامبر ۲۰۱۵ ۱۶:۴۵ |

| Boxscore |

| کویت                                                                         | ۶۴–۱۱۰ | فیلیپین                                                |
| امتیاز بر پایه وقت: ۱۱–۳۴, ۱۶–۲۱, ۲۱–۳۲, ۱۶–۲۳                               |        |                                                        |
| امتیاز: A. Al-Shammari ۱۵ ریباند: A. Al-Shammari, Borhamah ۴ پاس : Alsaeid ۵ |        | امتیاز: Romeo ۱۹ ریباند: Taulava ۱۰ پاس: چهار بازیکن ۲ |

| ۲۵ سپتامبر ۲۰۱۵ ۱۹:۳۰ |

| Boxscore |

| هنگ کنگ                                             | ۷۹–۸۵ | فلسطین                                                           |
| امتیاز بر پایه وقت: ۱۸–۳۰, ۱۸–۲۲, ۱۴–۱۷, ۲۹–۱۶      |       |                                                                  |
| امتیاز: K. Lee ۲۶ ریباند: C. Wong ۹ پاس : S. Chan ۴ |       | امتیاز: Qahwash ۲۴ ریباند: San. Sakakini ۱۶ پاس: San. Sakakini ۸ |

### گروه C
| تیم          | بازی | برد | باخت | امتیاز برده | امتیاز باخته | تفاضل | امتیازات | صلاحیت                 |
| ------------ | ---- | --- | ---- | ----------- | ------------ | ----- | -------- | ---------------------- |
| چین (میزبان) | ۳    | ۳   | ۰    | ۲۵۱         | ۱۸۲          | ۶۹+   | ۶        | راه‌یابی به دور دوم     |
| کرهٔ جنوبی    | ۳    | ۲   | ۱    | ۲۴۷         | ۱۸۱          | ۶۶+   | ۵        | راه‌یابی به دور دوم     |
| اردن         | ۳    | ۱   | ۲    | ۲۲۵         | ۲۳۹          | ۱۴–   | ۴        | راه‌یابی به دور دوم     |
| سنگاپور      | ۳    | ۰   | ۳    | ۱۵۵         | ۲۷۶          | ۱۲۱–  | ۳        | راه‌یابی به دور رده‌بندی |

معیارها برای رتبه‌بندی: ۱) امتیازات ۲) بازی رو در رو ۳) نتایج برد و باخت ۴) میانگین امتیازات ۵) امتیازات برده ۶) قرعه‌کشی
| ۲۳ سپتامبر ۲۰۱۵ ۱۶:۴۵ |

| Boxscore |

| کرهٔ جنوبی                                     | ۸۷–۶۰ | اردن                                               |
| امتیاز بر پایه وقت: ۱۹–۸, ۱۵–۱۹, ۲۹–۲۰, ۲۴–۱۳ |       |                                                    |
| امتیاز: Cho ۱۹ ریباند: Yang ۷ پاس : Yang ۹    |       | امتیاز: Al-Awadi ۱۴ ریباند: Abbas ۹ پاس: Daghles ۴ |

| ۲۳ سپتامبر ۲۰۱۵ ۱۹:۳۰ |

| Boxscore |

| سنگاپور                                       | ۴۲–۹۱ | چین                                       |
| امتیاز بر پایه وقت: ۵–۲۶, ۱۴–۲۲, ۱۲–۲۵, ۱۱–۱۸ |       |                                           |
| امتیاز: W.L. Wong ۱۵ ریباند: Goh ۶ پاس : Oh ۱ |       | امتیاز: Zhai ۱۳ ریباند: Zhai ۹ پاس: Guo ۶ |

| ۲۴ سپتامبر ۲۰۱۵ ۱۹:۳۰ |

| Boxscore |

| کرهٔ جنوبی                                         | ۷۳–۷۶ | چین                                             |
| امتیاز بر پایه وقت: ۲۷–۱۴, ۱۷–۱۹, ۱۶–۱۸, ۱۳–۲۵    |       |                                                 |
| امتیاز: Yang ۲۴ ریباند: Yang ۱۰ پاس : Cho, Yang ۳ |       | امتیاز: Q. Zhou ۲۱ ریباند: Yi ۱۱ پاس: J. Zhao ۵ |

| ۲۴ سپتامبر ۲۰۱۵ ۲۱:۳۰ |

| Boxscore |

| اردن                                               | ۹۸–۶۸ | سنگاپور                                             |
| امتیاز بر پایه وقت: ۳۴–۱۳, ۱۷–۱۹, ۲۹–۱۳, ۱۸–۲۳     |       |                                                     |
| امتیاز: Legion ۱۹ ریباند: Zaghab ۱۰ پاس : Abdeen ۵ |       | امتیاز: Lim S. ۱۹ ریباند: Goh ۱۰ پاس: چهار بازیکن ۲ |

| ۲۵ سپتامبر ۲۰۱۵ ۱۱:۴۵ |

| Boxscore |

| سنگاپور                                            | ۴۵–۸۷ | کرهٔ جنوبی                                       |
| امتیاز بر پایه وقت: ۱۳–۲۶, ۸–۱۹, ۱۱–۲۲, ۱۳–۲۰      |       |                                                 |
| امتیاز: M. Wei ۱۰ ریباند: Goh ۱۰ پاس : W.L. Wong ۴ |       | امتیاز: Kim J.K. ۱۷ ریباند: Choi ۱۰ پاس: Choi ۸ |

| ۲۵ سپتامبر ۲۰۱۵ ۱۹:۳۰ |

| Boxscore |

| چین                                            | ۸۴–۶۷ | اردن                                                                     |
| امتیاز بر پایه وقت: ۲۳–۲۲, ۱۶–۱۲, ۲۲–۱۷, ۲۳–۱۶ |       |                                                                          |
| امتیاز: Yi ۲۶ ریباند: Yi ۱۴ پاس : J. Zhao ۸    |       | امتیاز: Abbas ۲۲ ریباند: Al-Awadi, Al-Hamarsheh ۶ پاس: Abdeen, Daghles ۲ |

### گروه D
| تیم      | بازی | برد | باخت | امتیاز برده | امتیاز باخته | تفاضل | امتیازات | صلاحیت                 |
| -------- | ---- | --- | ---- | ----------- | ------------ | ----- | -------- | ---------------------- |
| قطر      | ۳    | ۲   | ۱    | ۲۴۸         | ۲۴۷          | ۱+    | ۵[الف]   | راه‌یابی به دور دوم     |
| لبنان    | ۳    | ۲   | ۱    | ۲۸۳         | ۲۴۷          | ۳۶+   | ۵[الف]   | راه‌یابی به دور دوم     |
| قزاقستان | ۳    | ۱   | ۲    | ۲۱۴         | ۲۴۳          | ۲۹–   | ۴[ب]     | راه‌یابی به دور دوم     |
| تایوان   | ۳    | ۱   | ۲    | ۲۳۲         | ۲۴۰          | ۸–    | ۴[ب]     | راه‌یابی به دور رده‌بندی |

معیارها برای رتبه‌بندی: ۱) امتیازات ۲) بازی رو در رو ۳) نتایج برد و باخت ۴) میانگین امتیازات ۵) امتیازات برده ۶) قرعه‌کشی
یادداشت
الف
الف 
ب 
لبنان ۱۰۰ – ۱۰۵ قطر
ب
الف 
ب 
چین تایپه ۷۳ – ۸۴ قزاقستان
| ۲۳ سپتامبر ۲۰۱۵ ۲۱:۳۰ |

| Boxscore |

| تایوان                                                                           | ۸۷–۹۲ | لبنان                                                   |
| امتیاز بر پایه وقت: ۲۰–۲۹, ۲۱–۱۴, ۱۶–۲۶, ۳۰–۲۳                                   |       |                                                         |
| امتیاز: Davis ۲۳ ریباند: Lin Chih-chieh ۷ پاس : Lin Chih-chieh, Tseng Wen-ting ۳ |       | امتیاز: Ibrahim ۲۳ ریباند: Abdelnour ۷ پاس: Abdelnour ۳ |

| ۲۳ سپتامبر ۲۰۱۵ ۲۱:۳۰ |

| Boxscore |

| قطر                                                            | ۷۹–۷۵ (OT) | قزاقستان                                               |
| امتیاز بر پایه وقت: ۱۴–۲۰, ۱۶–۱۴, ۲۱–۲۱, ۲۰–۱۶, وقت اضافه: ۸–۴ |            |                                                        |
| امتیاز: Johnson ۳۱ ریباند: Johnson ۱۴ پاس : Johnson ۴          |            | امتیاز: Johnson ۲۶ ریباند: Ponomarev ۱۸ پاس: Johnson ۷ |

| ۲۴ سپتامبر ۲۰۱۵ ۱۶:۴۵ |

| Boxscore |

| تایوان                                                                | ۷۳–۸۴ | قزاقستان                                                 |
| امتیاز بر پایه وقت: ۷–۲۵, ۲۳–۱۷, ۱۶–۱۶, ۲۷–۲۶                         |       |                                                          |
| امتیاز: Liu Cheng ۲۱ ریباند: Lin Chih-chieh ۱۰ پاس : Hung Chih-shan ۴ |       | امتیاز: Ponomarev ۱۸ ریباند: Ponomarev ۱۴ پاس: Johnson ۸ |

| ۲۴ سپتامبر ۲۰۱۵ ۲۱:۳۰ |

| Boxscore |

| لبنان                                                                 | ۱۰۰–۱۰۵ (OT) | قطر                                                                          |
| امتیاز بر پایه وقت: ۱۷–۷, ۲۵–۲۰, ۸–۲۷, ۲۳–۱۹, وقت اضافه: ۱۳–۱۳، ۱۴–۱۹ |              |                                                                              |
| امتیاز: Haidar ۲۴ ریباند: Haidar ۱۱ پاس : Arakji ۷                    |              | امتیاز: Johnson ۳۱ ریباند: Adam, Mohd Mohamed ۹ پاس: Johnson, Mohd Mohamed ۲ |

| ۲۵ سپتامبر ۲۰۱۵ ۲۱:۳۰ |

| Boxscore |

| قطر                                                    | ۶۴–۷۲ | تایوان                                                                      |
| امتیاز بر پایه وقت: ۲۰–۱۷, ۱۶–۱۱, ۱۱–۲۰, ۱۷–۲۴         |       |                                                                             |
| امتیاز: Johnson ۱۵ ریباند: Mohd Mohamed ۹ پاس : Saad ۳ |       | امتیاز: Lin Chih-chieh ۱۴ ریباند: Davis ۱۰ پاس: Liu Cheng, Tseng Wen-ting ۴ |

| ۲۵ سپتامبر ۲۰۱۵ ۲۱:۳۰ |

| Boxscore |

| قزاقستان                                              | ۵۵–۹۱ | لبنان                                                 |
| امتیاز بر پایه وقت: ۱۶–۱۵, ۸–۲۶, ۱۷–۲۲, ۱۴–۲۸         |       |                                                       |
| امتیاز: Ponomarev ۱۲ ریباند: سه بازیکن ۵ پاس : Ilin ۳ |       | امتیاز: Youngblood ۳۰ ریباند: Youngblood ۸ پاس: Akl ۴ |

## دور دوم

### گروه E
| تیم     | بازی | برد | باخت | امتیاز برده | امتیاز باخته | تفاضل | امتیازات | صلاحیت                 |
| ------- | ---- | --- | ---- | ----------- | ------------ | ----- | -------- | ---------------------- |
| فیلیپین | ۵    | ۴   | ۱    | ۳۲۹         | ۴۲۳          | ۱۰۴+  | ۹[الف]   | راه‌یابی به دور نهایی   |
| ایران   | ۵    | ۴   | ۱    | ۳۰۵         | ۴۵۲          | ۱۴۷+  | ۹[الف]   | راه‌یابی به دور نهایی   |
| ژاپن    | ۵    | ۳   | ۲    | ۳۵۳         | ۳۶۰          | ۷+    | ۸        | راه‌یابی به دور نهایی   |
| هند     | ۵    | ۲   | ۳    | ۳۴۵         | ۴۱۱          | ۶۶–   | ۷[ب]     | راه‌یابی به دور نهایی   |
| فلسطین  | ۵    | ۲   | ۳    | ۳۴۵         | ۳۹۳          | ۴۸–   | ۷[ب]     | راه‌یابی به دور رده‌بندی |
| هنگ کنگ | ۵    | ۰   | ۵    | ۳۱۸         | ۴۶۲          | ۱۴۴–  | ۵        | راه‌یابی به دور رده‌بندی |

معیارها برای رتبه‌بندی: ۱) امتیازات ۲) بازی رو در رو ۳) نتایج برد و باخت ۴) میانگین امتیازات ۵) امتیازات برده ۶) قرعه‌کشی
یادداشت
الف
الف 
ب 
فیلیپین ۸۷ – ۷۳ ایران
ب
الف 
ب 
فلسطین ۷۰ – ۷۳ هند
| ۲۷ سپتامبر ۲۰۱۵ ۰۹:۳۰ |

| Boxscore |

| ایران                                                              | ۱۱۱–۵۶ | هنگ کنگ                                         |
| امتیاز بر پایه وقت: ۲۴–۱۶, ۲۲–۴, ۲۸–۲۴, ۳۷–۱۲                      |        |                                                 |
| امتیاز: Jamshidi ۲۲ ریباند: Haddadi, Sahakian ۸ پاس : Mashayekhi ۶ |        | امتیاز: K. Lee ۱۸ ریباند: C. Wong ۷ پاس: Reid ۶ |

| ۲۷ سپتامبر ۲۰۱۵ ۱۱:۴۵ |

| Boxscore |

| فلسطین                                                            | ۷۰–۷۳ | هند                                                             |
| امتیاز بر پایه وقت: ۱۷–۱۹, ۱۹–۱۳, ۱۱–۱۷, ۲۳–۲۴                    |       |                                                                 |
| امتیاز: San. Sakakini ۲۳ ریباند: San. Sakakini ۱۲ پاس : Qahwash ۹ |       | امتیاز: Amj. Singh ۳۲ ریباند: Amj. Singh ۱۱ پاس: Bhriguvanshi ۵ |

| ۲۷ سپتامبر ۲۰۱۵ ۱۶:۴۵ |

| Boxscore |

| ژاپن                                                       | ۶۶–۷۳ | فیلیپین                                              |
| امتیاز بر پایه وقت: ۱۸–۱۴, ۱۵–۲۱, ۱۳–۱۹, ۲۰–۱۹             |       |                                                      |
| امتیاز: Hiejima ۱۷ ریباند: Takeuchi ۱۱ پاس : چهار بازیکن ۲ |       | امتیاز: Blatche ۱۸ ریباند: Blatche ۱۰ پاس: William ۴ |

| ۲۸ سپتامبر ۲۰۱۵ ۰۹:۳۰ |

| Boxscore |

| هند                                                              | ۷۶–۷۱ | هنگ کنگ                                                          |
| امتیاز بر پایه وقت: ۱۴–۱۹, ۲۰–۲۰, ۱۹–۱۷, ۲۳–۱۵                   |       |                                                                  |
| امتیاز: Amj. Singh ۲۶ ریباند: Amr. Singh ۱۴ پاس : Bhriguvanshi ۶ |       | امتیاز: C. Wong ۲۱ ریباند: C. Wong ۱۰ پاس: W. Au-Yeng, S. Chan ۳ |

| ۲۸ سپتامبر ۲۰۱۵ ۱۱:۴۵ |

| Boxscore |

| فیلیپین                                                          | ۸۷–۷۳ | ایران                                                        |
| امتیاز بر پایه وقت: ۲۲–۲۵, ۱۵–۱۸, ۲۸–۱۷, ۲۲–۱۳                   |       |                                                              |
| امتیاز: William ۲۶ ریباند: De Ocampo ۱۰ پاس : Norwood, William ۳ |       | امتیاز: Nikkhah Bahrami ۲۱ ریباند: Sahakian ۸ پاس: Kamrani ۳ |

| ۲۸ سپتامبر ۲۰۱۵ ۱۴:۳۰ |

| Boxscore |

| فلسطین                                                            | ۶۷–۷۴ | ژاپن                                                          |
| امتیاز بر پایه وقت: ۲۱–۱۲, ۱۶–۲۴, ۱۲–۲۱, ۱۸–۱۷                    |       |                                                               |
| امتیاز: San. Sakakini ۲۷ ریباند: San. Sakakini ۱۷ پاس : Qahwash ۶ |       | امتیاز: Takeuchi ۲۱ ریباند: Takeuchi ۱۹ پاس: Tabuse, Matsui ۳ |

| ۲۹ سپتامبر ۲۰۱۵ ۰۹:۳۰ |

| Boxscore |

| فلسطین                                                         | ۴۸–۹۴ | ایران                                                                     |
| امتیاز بر پایه وقت: ۱۴–۱۷, ۶–۲۶, ۱۱–۲۸, ۱۷–۲۳                  |       |                                                                           |
| امتیاز: San. Sakakini ۱۳ ریباند: Abu-Shamala ۶ پاس : Qahwash ۷ |       | امتیاز: Kardoust ۱۵ ریباند: Haddadi ۱۱ پاس: Mashayekhi, Nikkhah Bahrami ۳ |

| ۲۹ سپتامبر ۲۰۱۵ ۱۱:۴۵ |

| Boxscore |

| ژاپن                                                  | ۸۹–۶۲ | هنگ کنگ                                          |
| امتیاز بر پایه وقت: ۲۱–۲۰, ۱۹–۱۲, ۲۸–۱۰, ۲۱–۲۰        |       |                                                  |
| امتیاز: Hiejima ۱۹ ریباند: Takeuchi ۸ پاس : Hiejima ۴ |       | امتیاز: C. Wong ۱۴ ریباند: C. Wong ۶ پاس: Reid ۳ |

| ۲۹ سپتامبر ۲۰۱۵ ۱۴:۳۰ |

| Boxscore |

| فیلیپین                                                       | ۹۹–۶۵ | هند                                                                           |
| امتیاز بر پایه وقت: ۱۶–۱۷, ۲۶–۱۹, ۲۳–۱۴, ۳۴–۱۵                |       |                                                                               |
| امتیاز: Romeo ۲۰ ریباند: Abueva, Intal ۷ پاس : Intal, Romeo ۴ |       | امتیاز: Bhriguvanshi ۲۱ ریباند: Amr. Singh ۱۳ پاس: Bhriguvanshi, Amj. Singh ۳ |

### گروه F
| تیم       | بازی | برد | باخت | امتیاز برده | امتیاز باخته | تفاضل | امتیازات | صلاحیت                 |
| --------- | ---- | --- | ---- | ----------- | ------------ | ----- | -------- | ---------------------- |
| چین       | ۵    | ۵   | ۰    | ۴۱۴         | ۳۳۹          | ۷۵+   | ۱۰       | راه‌یابی به دور نهایی   |
| قطر       | ۵    | ۳   | ۲    | ۳۹۱         | ۴۱۱          | ۲۰+   | ۸[الف]   | راه‌یابی به دور نهایی   |
| کرهٔ جنوبی | ۵    | ۳   | ۲    | ۳۸۷         | ۳۳۹          | ۴۸+   | ۸[الف]   | راه‌یابی به دور نهایی   |
| لبنان     | ۵    | ۲   | ۳    | ۴۱۴         | ۴۱۱          | ۳+    | ۷[ب]     | راه‌یابی به دور نهایی   |
| اردن      | ۵    | ۲   | ۳    | ۳۷۴         | ۳۹۷          | ۲۳–   | ۷[ب]     | راه‌یابی به دور رده‌بندی |
| قزاقستان  | ۵    | ۰   | ۵    | ۳۲۸         | ۴۱۱          | ۸۳–   | ۵        | راه‌یابی به دور رده‌بندی |

معیارها برای رتبه‌بندی: ۱) امتیازات ۲) بازی رو در رو ۳) نتایج برد و باخت ۴) میانگین امتیازات ۵) امتیازات برده ۶) قرعه‌کشی
یادداشت
الف
الف 
ب 
قطر ۶۹ – ۶۳ کره جنوبی
ب
الف 
ب 
لبنان ۸۰ – ۷۶ اردن
| ۲۷ سپتامبر ۲۰۱۵ ۱۴:۳۰ |

| Boxscore |

| کرهٔ جنوبی                                      | ۸۵–۷۱ | لبنان                                                |
| امتیاز بر پایه وقت: ۱۳–۲۳, ۱۹–۲۰, ۲۶–۱۵, ۲۷–۱۳ |       |                                                      |
| امتیاز: Yang ۱۸ ریباند: Yang ۶ پاس : Yang ۸    |       | امتیاز: Youngblood ۲۱ ریباند: Bawji ۱۲ پاس: Arakji ۴ |

| ۲۷ سپتامبر ۲۰۱۵ ۱۹:۳۰ |

| Boxscore |

| چین                                            | ۷۵–۶۲ | قزاقستان                                                  |
| امتیاز بر پایه وقت: ۲۳–۱۴, ۱۹–۱۲, ۱۹–۱۹, ۱۴–۱۷ |       |                                                           |
| امتیاز: Yi ۱۵ ریباند: Q. Zhou ۱۱ پاس : Guo ۳   |       | امتیاز: Kolesnikov ۱۴ ریباند: Kolesnikov ۵ پاس: Johnson ۴ |

| ۲۷ سپتامبر ۲۰۱۵ ۲۱:۳۰ |

| Boxscore |

| قطر                                            | ۷۳–۸۴ | اردن                                                     |
| امتیاز بر پایه وقت: ۱۶–۱۹, ۲۰–۱۴, ۱۴–۲۵, ۲۳–۲۶ |       |                                                          |
| امتیاز: Ali ۲۰ ریباند: Ali ۱۱ پاس : Johnson ۵  |       | امتیاز: Legion ۲۲ ریباند: Abbas, Legion ۸ پاس: Daghles ۴ |

| ۲۸ سپتامبر ۲۰۱۵ ۱۶:۴۵ |

| Boxscore |

| قطر                                                          | ۶۹–۶۳ | کرهٔ جنوبی                                         |
| امتیاز بر پایه وقت: ۱۳–۱۷, ۲۲–۱۴, ۱۳–۱۹, ۲۱–۱۳               |       |                                                   |
| امتیاز: Mohd Mohamed ۱۶ ریباند: سه بازیکن ۱۰ پاس : Johnson ۴ |       | امتیاز: S. Lee ۱۹ ریباند: سه بازیکن ۶ پاس: Yang ۴ |

| ۲۸ سپتامبر ۲۰۱۵ ۱۹:۳۰ |

| Boxscore |

| لبنان                                                            | ۷۲–۹۰ | چین                                          |
| امتیاز بر پایه وقت: ۱۷–۲۴, ۱۲–۲۰, ۲۱–۲۱, ۲۲–۲۵                   |       |                                              |
| امتیاز: Bawji, Youngblood ۱۴ ریباند: Bawji ۷ پاس : Akl, Arakji ۴ |       | امتیاز: Yi ۱۹ ریباند: Liu ۷ پاس: سه بازیکن ۳ |

| ۲۸ سپتامبر ۲۰۱۵ ۲۱:۳۰ |

| Boxscore |

| اردن                                              | ۸۷–۷۳ | قزاقستان                                               |
| امتیاز بر پایه وقت: ۱۵–۱۷, ۲۹–۱۸, ۲۷–۲۴, ۱۶–۱۴    |       |                                                        |
| امتیاز: Legion ۲۳ ریباند: Abbas ۱۰ پاس : Legion ۵ |       | امتیاز: Johnson ۲۶ ریباند: Ponomarev ۱۳ پاس: Johnson ۴ |

| ۲۹ سپتامبر ۲۰۱۵ ۱۶:۴۵ |

| Boxscore |

| لبنان                                                | ۸۰–۷۶ | اردن                                              |
| امتیاز بر پایه وقت: ۱۶–۱۲, ۲۹–۱۸, ۱۹–۲۴, ۱۶–۲۲       |       |                                                   |
| امتیاز: Saoud ۲۰ ریباند: Haidar ۷ پاس : Youngblood ۷ |       | امتیاز: Legion ۲۴ ریباند: Hussein ۸ پاس: Abdeen ۴ |

| ۲۹ سپتامبر ۲۰۱۵ ۱۹:۳۰ |

| Boxscore |

| چین                                            | ۸۹–۶۵ | قطر                                        |
| امتیاز بر پایه وقت: ۲۶–۱۷, ۱۸–۱۶, ۲۶–۱۵, ۱۹–۱۷ |       |                                            |
| امتیاز: Q. Zhou ۱۳ ریباند: Yi ۹ پاس : Guo ۳    |       | امتیاز: Saad ۱۴ ریباند: Saad ۶ پاس: Saad ۲ |

| ۲۹ سپتامبر ۲۰۱۵ ۲۱:۳۰ |

| Boxscore |

| کرهٔ جنوبی                                          | ۷۹–۶۳ | قزاقستان                                                  |
| امتیاز بر پایه وقت: ۱۷–۱۴, ۱۲–۱۸, ۳۰–۱۲, ۲۰–۱۹     |       |                                                           |
| امتیاز: T. Moon ۱۶ ریباند: S. Lee ۴ پاس : S. Lee ۴ |       | امتیاز: Klimov ۲۲ ریباند: Ponomarev ۷ پاس: Murzagaliyev ۷ |

## دور رده‌بندی

### رده‌بندی سیزدهم تا شانزدهم
|  | نیمه‌نهایی مکان سیزدهم تا شانزدهم | نیمه‌نهایی مکان سیزدهم تا شانزدهم |                   |    | بازی مکان سیزدهم | بازی مکان سیزدهم |
|  |                                  |                                  |                   |    |                  |                  |
|  | ۲۷ سپتامبر                       |                                  |                   |    |                  |                  |
|  |                                  |                                  |                   |    |                  |                  |
|  | مالزی                            | ۶۱                               |                   |    |                  |                  |
|  | مالزی                            | ۶۱                               | ۲۸ سپتامبر        |    |                  |                  |
|  | کویت                             | ۸۳                               |                   |    |                  |                  |
|  | کویت                             | ۸۳                               | کویت              | ۶۹ |                  |                  |
|  | ۲۷ سپتامبر                       |                                  | کویت              | ۶۹ |                  |                  |
|  |                                  | تایوان                           | ۹۹                |    |                  |                  |
|  | سنگاپور                          | تایوان                           | ۹۹                | ۶۵ |                  |                  |
|  | سنگاپور                          |                                  |                   | ۶۵ |                  |                  |
|  | تایوان                           | ۱۱۱                              |                   |    |                  |                  |
|  | تایوان                           | ۱۱۱                              | بازی مکان پانزدهم |    |                  |                  |
|  |                                  |                                  |                   |    |                  |                  |
|  | ۲۸ سپتامبر                       |                                  |                   |    |                  |                  |
|  |                                  |                                  |                   |    |                  |                  |
|  | مالزی                            | ۵۹                               |                   |    |                  |                  |
|  | مالزی                            | ۵۹                               |                   |    |                  |                  |
|  | سنگاپور                          | ۹۲                               |                   |    |                  |                  |

#### نیمه‌نهایی سیزدهم تا شانزدهم
| ۲۷ سپتامبر ۲۰۱۵ ۱۹:۳۰ |

| Boxscore |

| مالزی                                                         | ۶۱–۸۳ | کویت                                          |
| امتیاز بر پایه وقت: ۲۱–۲۲, ۱۲–۱۸, ۱۱–۱۵, ۱۷–۲۸                |       |                                               |
| امتیاز: Y.J. Kwaan ۱۹ ریباند: Y.J. Kwaan ۱۴ پاس : W.K. Tong ۳ |       | امتیاز: Hasan ۲۶ ریباند: Hasan ۹ پاس: Hasan ۴ |

| ۲۷ سپتامبر ۲۰۱۵ ۲۱:۳۰ |

| Boxscore |

| سنگاپور                                        | ۶۵–۱۱۱ | تایوان                                                  |
| امتیاز بر پایه وقت: ۱۴–۲۲, ۱۵–۳۲, ۱۶–۳۵, ۲۰–۲۲ |        |                                                         |
| امتیاز: Ng ۱۷ ریباند: Goh ۸ پاس : Goh, Ng ۳    |        | امتیاز: Tien Lei ۲۱ ریباند: Davis ۱۲ پاس: چهار بازیکن ۳ |

#### بازی مکان پانزدهم
| ۲۸ سپتامبر ۲۰۱۵ ۱۹:۳۰ |

| Boxscore |

| مالزی                                                | ۵۹–۹۲ | سنگاپور                                           |
| امتیاز بر پایه وقت: ۱۳–۱۸, ۱۳–۱۹, ۱۲–۲۷, ۲۱–۲۸       |       |                                                   |
| امتیاز: E.H. Soo ۱۵ ریباند: Yeo ۱۳ پاس : W.K. Tong ۵ |       | امتیاز: Lim S. ۲۴ ریباند: Goh ۱۸ پاس: W.L. Wong ۵ |

#### بازی مکان سیزدهم
| ۲۸ سپتامبر ۲۰۱۵ ۲۱:۳۰ |

| Boxscore |

| کویت                                                   | ۶۹–۹۹ | تایوان                                                       |
| امتیاز بر پایه وقت: ۱۶–۲۳, ۱۶–۲۳, ۲۱–۲۳, ۱۶–۳۰         |       |                                                              |
| امتیاز: Hasan ۲۶ ریباند: Al-Saeid ۱۲ پاس : سه بازیکن ۲ |       | امتیاز: Liu Cheng ۱۷ ریباند: Davis ۱۰ پاس: Chen Shih-chieh ۹ |

### رده‌بندی نهم تا دوازدهم
|  | نیمه‌نهایی مکان نهم تا دوازدهم | نیمه‌نهایی مکان نهم تا دوازدهم |                  |    | بازی مکان سیزدهم | بازی مکان سیزدهم |
|  |                               |                               |                  |    |                  |                  |
|  | ۱ اکتبر                       |                               |                  |    |                  |                  |
|  |                               |                               |                  |    |                  |                  |
|  | فلسطین (OT)                   | ۸۳                            |                  |    |                  |                  |
|  | فلسطین (OT)                   | ۸۳                            | ۲ اکتبر          |    |                  |                  |
|  | قزاقستان                      | ۸۱                            |                  |    |                  |                  |
|  | قزاقستان                      | ۸۱                            | فلسطین           | ۸۲ |                  |                  |
|  | ۱ اکتبر                       |                               | فلسطین           | ۸۲ |                  |                  |
|  |                               | اردن                          | ۹۴               |    |                  |                  |
|  | اردن                          | اردن                          | ۹۴               | ۸۲ |                  |                  |
|  | اردن                          |                               |                  | ۸۲ |                  |                  |
|  | هنگ کنگ                       | ۶۲                            |                  |    |                  |                  |
|  | هنگ کنگ                       | ۶۲                            | بازی مکان یازدهم |    |                  |                  |
|  |                               |                               |                  |    |                  |                  |
|  | ۲ اکتبر                       |                               |                  |    |                  |                  |
|  |                               |                               |                  |    |                  |                  |
|  | قزاقستان                      | ۶۸                            |                  |    |                  |                  |
|  | قزاقستان                      | ۶۸                            |                  |    |                  |                  |
|  | هنگ کنگ                       | ۶۲                            |                  |    |                  |                  |

#### نیمه‌نهایی نهم تا دوازدهم
| ۱ اکتبر ۲۰۱۵ ۰۹:۳۰ |

| Boxscore |

| هنگ کنگ                                       | ۶۲–۸۲ | اردن                                              |
| امتیاز بر پایه وقت: ۱۹–۱۵, ۹–۲۱, ۱۳–۲۵, ۲۱–۲۱ |       |                                                   |
| امتیاز: Reid ۱۴ ریباند: Reid ۱۳ پاس : Xu ۳    |       | امتیاز: Legion ۲۲ ریباند: Abbas ۹ پاس: Al-Awadi ۵ |

| ۱ اکتبر ۲۰۱۵ ۱۱:۴۵ |

| Boxscore |

| فلسطین                                                            | ۸۳–۸۱ (OT) | قزاقستان                                                  |
| امتیاز بر پایه وقت: ۱۴–۱۷, ۲۵–۲۴, ۱۰–۱۶, ۲۳–۱۵, وقت اضافه: ۱۱–۹   |            |                                                           |
| امتیاز: San. Sakakini ۳۲ ریباند: San. Sakakini ۱۸ پاس : Qahwash ۸ |            | امتیاز: Yargaliyev ۲۶ ریباند: Zhigulin ۱۰ پاس: Zhigulin ۳ |

#### بازی مکان یازدهم
| ۲ اکتبر ۲۰۱۵ ۰۹:۳۰ |

| Boxscore |

| هنگ کنگ                                           | ۶۲–۶۸ | قزاقستان                                              |
| امتیاز بر پایه وقت: ۷–۱۲, ۲۰–۱۸, ۲۰–۲۰, ۱۵–۱۸     |       |                                                       |
| امتیاز: C. Wong ۲۳ ریباند: Reid ۷ پاس : S. Chan ۴ |       | امتیاز: Ilin ۲۹ ریباند: Ponomarev ۱۱ پاس: Ponomarev ۲ |

#### بازی مکان نهم
| ۲ اکتبر ۲۰۱۵ ۱۱:۴۵ |

| Boxscore |

| اردن                                               | ۹۴–۸۲ | فلسطین                                                         |
| امتیاز بر پایه وقت: ۲۶–۱۹, ۲۵–۱۸, ۲۰–۲۴, ۲۳–۲۱     |       |                                                                |
| امتیاز: Hussein ۲۶ ریباند: Abbas ۱۱ پاس : Legion ۵ |       | امتیاز: Abu-Shamala ۲۴ ریباند: San. Sakakini ۱۰ پاس: Qahwash ۵ |

## دور نهایی

### براکت
|  | بازی مکان پنجم | بازی مکان پنجم | بازی مکان پنجم |  |    | بازی‌های حذفی مکان پنجم تا هشتم | بازی‌های حذفی مکان پنجم تا هشتم | بازی‌های حذفی مکان پنجم تا هشتم |  |    | یک‌چهام نهایی | یک‌چهام نهایی | یک‌چهام نهایی |    |     | نیمه‌نهایی | نیمه‌نهایی | نیمه‌نهایی |    |               | نهایی         | نهایی         | نهایی |
|  |                |                |                |  |    |                                |                                |                                |  |    |              |              |              |    |     |           |           |           |    |               |               |               |       |
|  |                |                |                |  |    |                                |                                |                                |  |    | E1           | فیلیپین      | ۸۲           |    |     |           |           |           |    |               |               |               |       |
|  |                |                |                |  |    |                                |                                |                                |  |    | F4           | لبنان        | ۷۰           |    |     |           |           |           |    |               |               |               |       |
|  |                |                |                |  |    | F4                             | لبنان                          | ۸۹                             |  |    |              |              |              |    | E1  | فیلیپین   | ۸۱        |           |    |               |               |               |       |
|  |                |                |                |  |    | F2                             | قطر                            | ۸۶                             |  |    |              |              |              |    | E3  | ژاپن      | ۷۰        |           |    |               |               |               |       |
|  |                |                |                |  |    |                                |                                |                                |  | F2 | قطر          | ۶۷           |              |    |     |           |           |           |    |               |               |               |       |
|  |                |                |                |  |    |                                |                                |                                |  |    | E3           | ژاپن         | ۸۱           |    |     |           |           |           |    |               |               |               |       |
|  | F4             | لبنان          | ۸۸             |  |    |                                |                                |                                |  |    |              |              |              |    |     |           |           |           |    | E1            | فیلیپین       | ۶۷            |       |
|  | F3             | کرهٔ جنوبی      | ۸۷             |  |    |                                |                                |                                |  |    |              |              |              |    |     |           |           |           | F1 | چین           | ۷۸            |               |       |
|  |                |                |                |  |    |                                |                                |                                |  |    | F1           | چین          | ۱۰۴          |    |     |           |           |           |    |               |               |               |       |
|  |                |                |                |  |    |                                |                                |                                |  |    | E4           | هند          | ۵۸           |    |     |           |           |           |    |               |               |               |       |
|  |                |                |                |  | E4 | هند                            | ۷۲                             |                                |  |    |              |              |              | F1 | چین | ۷۰        |           |           |    |               |               |               |       |
|  | بازی مکان هفتم | بازی مکان هفتم | بازی مکان هفتم |  |    | F3                             | کرهٔ جنوبی                      | ۱۱۷                            |  |    |              |              |              |    | E2  | ایران     | ۵۷        |           |    | بازی مکان سوم | بازی مکان سوم | بازی مکان سوم |       |
|  | F2             | قطر            | ۸۴             |  |    |                                |                                |                                |  |    | E2           | ایران        | ۷۵           |    |     |           |           |           |    | E3            | ژاپن          | ۶۳            |       |
|  | E4             | هند            | ۵۸             |  |    |                                |                                |                                |  |    | F3           | کرهٔ جنوبی    | ۶۲           |    |     |           |           |           |    |               | E2            | ایران         | ۶۸    |

### یک‌چهارم نهایی
| ۱ اکتبر ۲۰۱۵ ۱۴:۳۰ |

| Boxscore |

| ایران                                                 | ۷۵–۶۲ | کرهٔ جنوبی                                               |
| امتیاز بر پایه وقت: ۲۳–۸, ۱۳–۱۷, ۲۴–۱۹, ۱۵–۱۸         |       |                                                         |
| امتیاز: Haddadi ۱۸ ریباند: Haddadi ۱۴ پاس : Kamrani ۵ |       | امتیاز: J. Kim, Moon ۱۰ ریباند: Moon ۵ پاس: سه بازیکن ۳ |

| ۱ اکتبر ۲۰۱۵ ۱۶:۴۵ |

| Boxscore |

| ژاپن                                                  | ۸۱–۶۷ | قطر                                                 |
| امتیاز بر پایه وقت: ۲۸–۱۳, ۱۸–۱۹, ۱۷–۱۸, ۱۸–۱۷        |       |                                                     |
| امتیاز: Furukawa ۲۲ ریباند: Takeuchi ۸ پاس : Tabuse ۶ |       | امتیاز: Johnson ۱۶ ریباند: Mohamed ۸ پاس: Mohamed ۷ |

| ۱ اکتبر ۲۰۱۵ ۱۹:۳۰ |

| Boxscore |

| هند                                                               | ۵۸–۱۰۴ | چین                                       |
| امتیاز بر پایه وقت: ۱۵–۲۷, ۱۴–۲۹, ۱۱–۱۹, ۱۸–۲۹                    |        |                                           |
| امتیاز: Bhriguvanshi ۱۳ ریباند: Amr. Singh ۵ پاس : Bhriguvanshi ۶ |        | امتیاز: Yi ۲۱ ریباند: Yi ۷ پاس: J. Zhao ۳ |

| ۱ اکتبر ۲۰۱۵ ۲۱:۳۰ |

| Boxscore |

| فیلیپین                                               | ۸۲–۷۰ | لبنان                                                |
| امتیاز بر پایه وقت: ۲۰–۱۶, ۱۷–۱۶, ۲۰–۱۷, ۲۵–۲۱        |       |                                                      |
| امتیاز: William ۲۵ ریباند: Blatche ۱۷ پاس : Blatche ۳ |       | امتیاز: Haidar ۱۸ ریباند: Bawji ۱۳ پاس: Youngblood ۵ |

### نیمه‌نهایی پنجم تا هشتم
| ۲ اکتبر ۲۰۱۵ ۱۴:۳۰ |

| Boxscore |

| هند                                                           | ۷۲–۱۱۷ | کرهٔ جنوبی                                           |
| امتیاز بر پایه وقت: ۲۱–۲۹, ۱۴–۳۰, ۱۵–۳۰, ۲۲–۲۸                |        |                                                     |
| امتیاز: Amj. Singh ۲۴ ریباند: Amr. Singh ۶ پاس : Amj. Singh ۳ |        | امتیاز: T. Moon ۲۲ ریباند: J. Kim ۱۰ پاس: T. Kim ۱۲ |

| ۲ اکتبر ۲۰۱۵ ۱۶:۴۵ |

| Boxscore |

| قطر                                                   | ۸۶–۸۹ | لبنان                                           |
| امتیاز بر پایه وقت: ۱۷–۱۷, ۲۳–۲۲, ۲۳–۲۶, ۲۳–۲۴        |       |                                                 |
| امتیاز: Johnson ۲۹ ریباند: Johnson ۱۰ پاس : Johnson ۶ |       | امتیاز: Arakji ۲۱ ریباند: Bawji ۶ پاس: Arakji ۵ |

### نیمه‌نهایی
| ۲ اکتبر ۲۰۱۵ ۱۹:۳۰ |

| Boxscore |

| چین                                            | ۷۰–۵۷ | ایران                                                                    |
| امتیاز بر پایه وقت: ۲۱–۱۲, ۱۸–۱۷, ۱۹–۱۵, ۱۲–۱۳ |       |                                                                          |
| امتیاز: Yi ۱۳ ریباند: Yi ۸ پاس : Guo ۶         |       | امتیاز: Nikkhah Bahrami ۱۸ ریباند: Haddadi ۱۱ پاس: Kamrani, Mashayekhi ۱ |

| ۲ اکتبر ۲۰۱۵ ۲۲:۰۰ |

| Boxscore |

| ژاپن                                                   | ۷۰–۸۱ | فیلیپین                                              |
| امتیاز بر پایه وقت: ۱۷–۱۶, ۲۲–۲۳, ۱۵–۱۵, ۱۶–۲۷         |       |                                                      |
| امتیاز: Hiejima ۲۸ ریباند: Takeuchi ۱۶ پاس : Hiejima ۲ |       | امتیاز: Blatche ۲۲ ریباند: Blatche ۱۳ پاس: William ۷ |

### بازی مکان هفتم
| ۳ اکتبر ۲۰۱۵ ۱۳:۳۰ |

| Boxscore |

| هند                                                           | ۵۸–۸۴ | قطر                                                          |
| امتیاز بر پایه وقت: ۱۴–۲۳, ۱۶–۲۸, ۱۶–۱۸, ۱۲–۱۵                |       |                                                              |
| امتیاز: Amj. Singh ۲۱ ریباند: Arumugam ۹ پاس : Bhriguvanshi ۷ |       | امتیاز: Mohamed M.H ۲۸ ریباند: Matalkeh ۹ پاس: Mohamed M.H ۶ |

### بازی مکان پنجم
| ۳ اکتبر ۲۰۱۵ ۱۵:۴۵ |

| Boxscore |

| کرهٔ جنوبی                                              | ۸۷–۸۸ | لبنان                                           |
| امتیاز بر پایه وقت: ۲۰–۲۳, ۱۸–۲۶, ۲۵–۱۵, ۲۴–۲۴         |       |                                                 |
| امتیاز: Cho, J Kim ۱۶ ریباند: J. Kim ۱۲ پاس : T. Kim ۵ |       | امتیاز: Bawji ۲۸ ریباند: Bawji ۱۲ پاس: Arakji ۶ |

### بازی مکان سوم
| ۳ اکتبر ۲۰۱۵ ۱۸:۰۰ |

| Boxscore |

| ایران                                                        | ۶۸–۶۳ | ژاپن                                                 |
| امتیاز بر پایه وقت: ۲۲–۱۰, ۹–۱۹, ۱۳–۱۹, ۲۴–۱۵                |       |                                                      |
| امتیاز: Nikkhah Bahrami ۳۵ ریباند: Haddadi ۷ پاس : Haddadi ۵ |       | امتیاز: Matsui ۱۸ ریباند: Takeuchi ۱۰ پاس: Hiejima ۴ |

### نهایی
| ۳ اکتبر ۲۰۱۵ ۲۰:۳۰ |

| Boxscore |

| چین                                            | ۷۸–۶۷ | فیلیپین                                           |
| امتیاز بر پایه وقت: ۲۳–۱۹, ۲۳–۱۶, ۱۴–۱۵, ۱۸–۱۷ |       |                                                   |
| امتیاز: Guo ۱۹ ریباند: Yi ۱۵ پاس : Ding ۳      |       | امتیاز: Blatche ۱۷ ریباند: William ۶ پاس: Romeo ۳ |

## رده‌بندی نهایی
| رتبه    | تیم       | رکورد | رده‌بندی جهانی فیبا | رده‌بندی جهانی فیبا | رده‌بندی جهانی فیبا |
| رتبه    | تیم       | رکورد | پیش                | پس                 | تغییر              |
| ------- | --------- | ----- | ------------------ | ------------------ | ------------------ |
| 1       | چین       | ۹–۰   | ۱۴                 | ۱۴                 | ۰                  |
| 2       | فیلیپین   | ۷–۲   | ۳۱                 | ۲۸                 | ۳                  |
| 3       | ایران     | ۷–۲   | ۱۷                 | ۱۷                 | ۰                  |
| چهارم   | ژاپن      | ۵–۴   | ۴۷                 | T-۴۸               | −۱                 |
| پنجم    | لبنان     | ۵–۴   | ۳۴                 | ۴۳                 | −۹                 |
| ششم     | کرهٔ جنوبی | ۵–۴   | ۲۸                 | ۳۰                 | −۲                 |
| هفتم    | قطر       | ۴–۵   | ۴۸                 | ۵۰                 | −۲                 |
| هشتم    | هند       | ۳–۶   | ۶۱                 | T-۵۳               | ۸                  |
| نهم     | اردن      | ۵–۳   | ۲۹                 | ۲۹                 | ۰                  |
| دهم     | فلسطین    | ۴–۴   | بدون رنکینگ        | ۷۵                 | ۱۳                 |
| یازدهم  | قزاقستان  | ۲–۶   | ۵۳                 | ۵۶                 | −۳                 |
| دوازدهم | هنگ کنگ   | ۱–۷   | ۶۹                 | T-۶۵               | ۴                  |
| سیزدهم  | تایوان    | ۳–۲   | ۴۴                 | T-۴۸               | −۴                 |
| چهاردهم | کویت      | ۱–۴   | ۷۰                 | ۶۹                 | ۱                  |
| پانزدهم | سنگاپور   | ۱–۴   | بدون رنکینگ        | T-۸۲               | ۶                  |
| شانزدهم | مالزی     | ۰–۵   | T-۷۱               | ۶۷                 | ۴                  |

## جوایز
| قهرمان آسیا ۲۰۱۵        |
| ----------------------- |
| · چین · شانزدهمین عنوان |

- باارزش‌ترین بازیکن (ام‌وی‌پی):
  -  Yi Jianlian[۱]
- تیم ستارگان (آل-استار):
  - PG –  Jayson William
  - SG –  Guo Ailun
  - SF –  Samad Nikkhah Bahrami
  - PF –  Yi Jianlian
  - C –  Zhou Qi

## صدرنشین‌های آماری

### میانگین آماری بازیکن در رقابت‌ها
| جایگاه | نام               | میانگین امتیازات در هر بازی |
| ------ | ----------------- | --------------------------- |
| ۱      | Sani Sakakini     | ۲۲٫۴                        |
| ۲      | Jamal Abu-Shamala | ۲۱٫۵                        |
| ۳      | Trey Johnson      | ۲۱٫۱                        |
| ۴      | Amjyot Singh      | ۲۰٫۹                        |
| ۵      | Andray Blatche    | ۱۷٫۸                        |
| ۶      | Jay Youngblood    | ۱۷٫۴                        |
| ۷      | Alex Legion       | ۱۷٫۳                        |
| ۸      | Jayson William    | ۱۶٫۷                        |
| ۸      | Yi Jianlian       | ۱۶٫۷                        |
| ۱۰     | Makoto Hiejima    | ۱۵٫۹                        |

| جایگاه | نام               | میانگین ریباندها در هر بازی |
| ------ | ----------------- | --------------------------- |
| ۱      | Sani Sakakini     | ۱۲٫۶                        |
| ۲      | Joji Takeuchi     | ۱۱٫۹                        |
| ۳      | Delvin Goh        | ۱۰٫۴                        |
| ۴      | Anton Ponomarev   | ۹٫۴                         |
| ۵      | Andray Blatche    | ۹٫۲                         |
| ۵      | Quincy Davis      | ۹٫۲                         |
| ۷      | Yi Jianlian       | ۸٫۸                         |
| ۸      | Jamal Abu-Shamala | ۸٫۵                         |
| ۹      | Amjyot Singh      | ۸٫۳                         |
| ۹      | Zaid Abbas        | ۸٫۳                         |

| جایگاه | نام                  | میانگین پاس‌های منجر به گل در هر بازی |
| ------ | -------------------- | ------------------------------------ |
| ۱      | Imad Qahwash         | ۶٫۰                                  |
| ۲      | Vishesh Bhriguvanshi | ۴٫۸                                  |
| ۳      | Yang Dong-geun       | ۵٫۷                                  |
| ۴      | Jerry Johnson        | ۴٫۵                                  |
| ۵      | Guo Ailun            | ۴٫۰                                  |
| ۶      | Chen Shih-chieh      | ۳٫۶                                  |
| ۶      | Wael Arakji          | ۳٫۶                                  |
| ۸      | Trey Johnson         | ۳٫۳                                  |
| ۹      | Makoto Hiejima       | ۳٫۲                                  |
| ۹      | Kim Tae-sul          | ۳٫۲                                  |

| جایگاه | نام                  | میانگین توپ ربایی‌ها در هر بازی |
| ------ | -------------------- | ------------------------------ |
| ۱      | Yang Dong-geun       | ۲٫۴                            |
| ۲      | Cho Sung-min         | ۲٫۳                            |
| ۳      | Mehdi Kamrani        | ۲٫۰                            |
| ۳      | Zaid Abbas           | ۲٫۰                            |
| ۵      | Alex Legion          | ۱٫۹                            |
| ۶      | Liu Cheng            | ۱٫۸                            |
| ۷      | Vishesh Bhriguvanshi | ۱٫۷۸                           |
| ۷      | Makoto Hiejima       | ۱٫۷۸                           |
| ۹      | Jamal Abu-Shamala    | ۱٫۷۵                           |
| ۹      | Imad Qahwash         | ۱٫۷۵                           |

| جایگاه | نام                  | میانگین دفاع‌ها در هر بازی |
| ------ | -------------------- | ------------------------- |
| ۱      | Quincy Davis         | ۲٫۲                       |
| ۲      | Zhou Qi              | ۲                         |
| ۳      | Lee Jong-hyun        | ۱٫۹                       |
| ۴      | Ali Jamal Zaghab     | ۱٫۴                       |
| ۵      | Yi Jianlian          | ۱٫۲                       |
| ۶      | Ali Haidar           | ۱٫۱۳                      |
| ۷      | Amjyot Singh         | ۱٫۱۱                      |
| ۷      | Bassel Bawji         | ۱٫۱۱                      |
| ۷      | Andray Blatche       | ۱٫۱۱                      |
| ۱۰     | Hamed Haddadi        | ۱                         |
| ۱۰     | Duncan Reid          | ۱                         |
| ۱۰     | Abdulrahman Aljuma'h | ۱                         |
| ۱۰     | Delvin Goh           | ۱                         |

| آمار                                       | نام                                                  | میانگین |
| ------------------------------------------ | ---------------------------------------------------- | ------- |
| درصد پرتاب منطقهٔ ۲ امتیازی (پرتاب منطقه‌ای) | Quincy Davis                                         | ۶۵٫۰٪   |
| درصد پرتاب منطقهٔ ۳ امتیازی                 | Lu Cheng-ju                                          | ۵۵٫۲٪   |
| درصد پرتاب آزاد                            | Jerry Johnson                                        | ۸۸٫۵٪   |
| توپ‌های از دست داده                         | Amjyot Singh                                         | ۵٫۳     |
| خطاها                                      | Alexandr Zhigulin Abdulrahman Aljuma'h Wei Hong Choo | ۴       |

### میانگین تیمی رقابت‌ها
| جایگاه | نام     | میانگین امتیازات در هر بازی |
| ------ | ------- | --------------------------- |
| ۱      | تایوان  | ۸۸٫۴                        |
| ۲      | ایران   | ۸۶٫۰                        |
| ۳      | فیلیپین | ۸۵٫۹                        |
| ۴      | چین     | ۸۴٫۱                        |
| ۵      | لبنان   | ۸۳٫۷                        |

| جایگاه | نام     | میانگین ریباندها در هر بازی |
| ------ | ------- | --------------------------- |
| ۱      | ایران   | ۴۶٫۹                        |
| ۲      | فیلیپین | ۴۶٫۴۴                       |
| ۳      | فلسطین  | ۴۶٫۳۸                       |
| ۴      | تایوان  | ۴۳٫۴                        |
| ۵      | قطر     | ۴۳٫۱                        |

| جایگاه | نام       | میانگین پاس‌های منجر به گل در هر بازی |
| ------ | --------- | ------------------------------------ |
| ۱      | کرهٔ جنوبی | ۱۹٫۷                                 |
| ۲      | تایوان    | ۱۷٫۲                                 |
| ۳      | ایران     | ۱۵٫۳                                 |
| ۴      | چین       | ۱۴٫۸                                 |
| ۵      | ژاپن      | ۱۴٫۱                                 |

| جایگاه | نام       | میانگین توپ ربایی‌ها در هر بازی |
| ------ | --------- | ------------------------------ |
| ۱      | ایران     | ۱۱٫۳                           |
| ۲      | کرهٔ جنوبی | ۹٫۷                            |
| ۳      | تایوان    | ۹٫۴                            |
| ۴      | فیلیپین   | ۸٫۹                            |
| ۵      | اردن      | ۸٫۴                            |

| جایگاه | نام       | میانگین دفاع‌ها در هر بازی |
| ------ | --------- | ------------------------- |
| ۱      | چین       | ۴٫۹                       |
| ۲      | لبنان     | ۳٫۶                       |
| ۳      | تایوان    | ۳٫۴                       |
| ۴      | فیلیپین   | ۳٫۲                       |
| ۵      | کرهٔ جنوبی | ۳٫۱                       |

### بالاترین‌های یک بازی در رقابت‌ها
| عملکرد                | برتریم بازیکن                     | مجموع          | رقیب (تاریخ)                                                | برترین تیم | مجموع              | رقیب (تاریخ)                           |
| --------------------- | --------------------------------- | -------------- | ----------------------------------------------------------- | ---------- | ------------------ | -------------------------------------- |
| امتیازات              |                                   |                |                                                             |            |                    |                                        |
| Samad Nikkhah Bahrami | ۳۵                                | ژاپن (۳ اکتبر) | ایران                                                       | ۱۲۲        | مالزی (۲۵ سپتامبر) |                                        |
| ریباندها              | Joji Takeuchi                     | ۱۹             | هند (۲۵ سپتامبر) · فلسطین (۲۸ سپتامبر)                      | ایران      | ۶۴                 | مالزی (۲۵ سپتامبر)                     |
| پاس‌های منجر به گل     | Kim Tae-sul                       | ۱۲             | هند (۲ اکتبر)                                               | کرهٔ جنوبی  | ۳۳                 | هند (۲ اکتبر)                          |
| توپ ربایی‌ها           | Yang Dong-geun                    | ۸              | لبنان (۲۷ سپتامبر)                                          | ژاپن       | ۲۰                 | مالزی (۲۴ سپتامبر)                     |
| دفاع‌ها                | Lee Jong-hyun Zhou Qi Yi Jianlian | ۴              | سنگاپور (۲۵ سپتامبر) · لبنان (۲۸ سپتامبر) · ایران (۲ اکتبر) | چین        | ۸                  | سنگاپور (۲۵ سپتامبر) · ایران (۲ اکتبر) |

## داوران
در این بخش نام داوران انتخاب گردیده برای داوری این رقابت‌ها آمده‌است.
| - Duan Zhu - Peng Ling - Wen Keming - Ye Nan - Yuen Chun Yip - Harja Jaladri - Atanu Banerjee - Snehal Bendke - Ceciline Vincent | - Amirhossein Safarzadeh - Naser Abu Rashed - Yuji Hirahara - Toru Katayose - Arsen Andryushkin - Yevgeniy Mikheyev - Hwang In-tae - Mohammad Al-Amiri - Marwan Egho | - Rabah Noujaim - Chan Owe Shiong - Ricor Buaron - Ferdinand Pascual - Anan Daraghma - Victor Mah - Chen Ying-cheng - Chung Yi-chih |